# Lijst van Dancesmashes in 2011
Deze hits waren in 2011 Dancesmash op Radio 538:
| Nr. | Bekendgemaakt op | Artiest                                         | Titel                       | Hoogste positie in Top 40 |
| --- | ---------------- | ----------------------------------------------- | --------------------------- | ------------------------- |
| 870 | 7 januari        | Milk & Sugar vs. Vaya Con Dios                  | Hey (Nah neh nah)           | 4                         |
| 871 | 14 januari       | Greg Parys                                      | Why don't we just fuck      | tip8                      |
| 872 | 21 januari       | Dominik de Leon vs. Burhan G                    | Everything changes          | tip2                      |
| 873 | 28 januari       | R.I.O.                                          | Like I love you             | 24                        |
| 874 | 4 februari       | Sander van Doorn ft. Carol Lee                  | Love is darkness            | tip3                      |
| 875 | 11 februari      | Basto!                                          | Gregory's theme             | 9                         |
| 876 | 18 februari      | Inna                                            | Sun is up                   | 9                         |
| 877 | 25 februari      | Avicii                                          | Street dancer               | 33                        |
| 878 | 4 maart          | Armin van Buuren ft. Laura V                    | Drowning                    | 31                        |
| 879 | 11 maart         | Ian Carey ft. Bobby Anthony & Snoop Dogg        | Last night                  | tip7                      |
| 880 | 18 maart         | Snoop Dogg vs. David Guetta                     | Sweat                       | 5                         |
| 881 | 25 maart         | Pretty Boys from Saint Tropez ft. Mel Jade      | Aliens                      | tip8                      |
| 882 | 1 april          | Viktoria Metzker ft. Mitch Crown                | So amazing                  | tip5                      |
| 883 | 8 april          | Alexandra Stan                                  | Mr. Saxobeat                | 2                         |
| 884 | 15 april         | LMFAO ft. Lauren Bennett & GoonRock             | Party rock anthem           | 9                         |
| 885 | 22 april         | David Guetta ft. Flo Rida & Nicki Minaj         | Where them girls at         | 28                        |
| 886 | 29 april         | Pitbull ft. Ne-Yo, Afrojack & Nayer             | Give me everything          | 1(2wk)                    |
| 887 | 6 mei            | Martin Solveig ft. Kele                         | Ready 2 go                  | 24                        |
| 888 | 13 mei           | Kate Ryan                                       | Lovelife                    | tip2                      |
| 889 | 20 mei           | Swedish House Mafia ft. John Martin             | Save the World              | 6                         |
| 890 | 27 mei           | Bingo Players                                   | Cry (Just a little)         | 9                         |
| 891 | 3 juni           | Alex Gaudino ft. Kelly Rowland                  | What a feeling              | 27                        |
| 892 | 10 juni          | Sak Noel                                        | Loca people                 | 1(4wk)                    |
| 893 | 17 juni          | Elena Gheorghe                                  | Disco romancing             | 19                        |
| 894 | 24 juni          | Sander van Doorn                                | Koko                        | 17                        |
| 895 | 1 juli           | David Guetta ft. Taio Cruz & Ludacris           | Little bad girl             | 29                        |
| 896 | 8 juli           | Don Omar ft. Lucenzo                            | Danza kuduro                | 1(7wk)                    |
| 897 | 15 juli          | Avicii                                          | Fade into darkness          | 27                        |
| 898 | 22 juli          | R.I.O.                                          | Miss Sunshine               | 17                        |
| 899 | 29 juli          | Benny Benassi ft. Gary Go                       | Cinema                      | 26                        |
| 900 | 5 augustus       | Elena Gheorghe                                  | Midnight sun                | 9                         |
| 901 | 12 augustus      | Pitbull ft. Marc Anthony                        | Rain over me                | 16                        |
| 902 | 19 augustus      | Alexandra Stan                                  | Get back (ASAP)             | 18                        |
| 903 | 26 augustus      | Tom Hangs ft. Shermanology                      | Blessed                     | 9                         |
| 904 | 2 september      | DJ Antoine vs. Timati ft. Kalenna               | Welcome to St. Tropez       | 7                         |
| 905 | 9 september      | Avicii                                          | Levels                      | 4                         |
| 906 | 16 september     | Criminal Vibes ft. N.U.M                        | Save me                     | tip7                      |
| 907 | 23 september     | Rihanna ft. Calvin Harris                       | We found love               | 3                         |
| 908 | 30 september     | LMFAO                                           | Sexy and I know it          | 8                         |
| 909 | 7 oktober        | David Guetta ft. Usher                          | Without you                 | 6                         |
| 910 | 14 oktober       | R.I.O. ft. U-Jean                               | Turn this club around       | 34                        |
| 911 | 21 oktober       | Basto                                           | Again and again             | 16                        |
| 912 | 28 oktober       | DJ Felli Fel ft. Akon, Pitbull & Jermaine Dupri | Boomerang                   | 34                        |
| 913 | 4 november       | Pitbull ft. Chris Brown                         | International love          | 35                        |
| 914 | 11 november      | Calvin Harris                                   | Feel so close               | 15                        |
| 915 | 18 november      | Milan & Phoenix                                 | Carnival                    | 25                        |
| 916 | 25 november      | Swedish House Mafia vs. Knife Party             | Antidote                    | tip8                      |
| 917 | 2 december       | Armin van Buuren ft. Adam Young                 | Youtopia                    | 27                        |
| 918 | 9 december       | David Guetta ft. Nicki Minaj                    | Turn me on                  | 26                        |
| 919 | 16 december      | Sandro Silva & Quintino                         | Epic                        | 1(1wk)                    |
| 920 | 23 december      | Arty                                            | Kate                        | 36                        |
| 921 | 30 december      | Spencer & Hill & Nadia Ali                      | Believe it (Cazzette remix) | tip4                      |

1994 ·
1995 ·
1996 ·
1997 ·
1998 ·
1999 ·
2000 ·
2001 ·
2002 ·
2003 ·
2004 ·
2005 ·
2006 ·
2007 ·
2008 ·
2009 ·
2010 ·
2011 ·
2012 ·
2013 ·
2014 ·
2015 ·
2016 ·
2017 ·
2018 ·
2019 ·
2020 ·
2021 ·
2022 ·
2023 ·
2024 ·
2025